# 喻大华
喻大华（1963年2月23日— ），辽宁辽阳人，晚清史与中国近代思想文化史专家，现任辽宁师范大学历史文化旅游学院教授，博士研究生导师。先后毕业于辽宁师范大学（历史学学士）、山东大学（历史学硕士）、南开大学（历史学博士）。有《晚清文化保守思潮研究》《帝制往事》《清末东北危局与奉天开发》等著作十余部。2008年到2013年期间担任中国中央电视台《百家讲坛》栏目主讲人。